# Èpsilon d'Àries
Èpsilon d'Àries (ε Arietis) és una estrella binària de la constel·lació d'Àries. Està aproximadament a 293 anys llum de la Terra.
Les dues components, ε Arietis A i B, són nanes de la seqüència principal blanques del tipus A de la magnitud aparent 5,2 i 5,5 respectivament. Estan separades 1,5 segons d'arc. La magnitud aparent combinada del sistema és +4,63.